# 卡亞·阿爾普
卡亞·阿爾普（土耳其語：Kaya Alp；鄂圖曼土耳其語：‎，他的名字在土耳其語中意為「勇敢的岩石」）是烏古斯突厥人卡耶部落的首領，統治期間約莫為1200年至1214年左右。
根據奥斯曼帝国官方的傳統說法，他是克澤爾貝格的兒子，蘇萊曼沙阿的父親以及埃尔图鲁尔加齐的祖父，同時也是鄂圖曼帝國創始者奧斯曼一世的曾祖父。